# Marvin Rainwater
Marvin Karlton Rainwater (ur. 2 lipca 1925 w Wichita, zm. 17 września 2013 w Minneapolis) – amerykański piosenkarz country.